# Glenten (flyvemaskine)
 For alternative betydninger, se Glenten. (Se også artikler, som begynder med Glenten)
Glenten er et fly, der blev bygget af flypionéren Robert Svendsen i 1910-11. Flyet er Danmarks første militærfly. 
Flyet var oprindeligt erhvervet i 1909 af Robert Svendsens arbejdsgiver, grosserer Gustav M Salomonsen, i Frankrig fra Brødrene Voisin. Flyet hed oprindeligt Dania. Salomonsen var meget interesseret i motorsport og flyvning og sponserede Robert Svendsen i bilvæddeløb i Europa og i Danmark. Salomonsen betalte endvidere et flycertifikat for Robert Svendsen, der derved blev den første i Skandinavien med flyvercertifikat. Den 17. juni 1910 blev Robert Svendsen den første, der fløj over Øresund, da han med Dania fløj fra Kløvermarken til Limhamn. Efter flyvningen ombyggede Robert Svendsen flyet efter en model konstrueret af den engelsk-franske flypionér Henry Farman. 
Efter ombygningen købte Generalkonsul V. Ludvigsen flyet, som han herefter i 1912 donerede til Marinens Flyvevæsen. Flyvemaskinen fik herefter sit nye navn Glenten. Flyet var det første fly, der var ejet af Marinens Flyvevæsen, og det er dermed det første militærfly i Danmark. 
Glenten var konstrueret af fyrretræ og beklædt med lakeret lærred. 
Som det første fly i dansk militærtjeneste blev flyet benyttet som skolefly. Glenten havarerede i 1912, og i forbindelse med reparationen på Orlogsværftet blev der foretaget en opmåling af flyet. 
I 1913 opgav Marinens Flyvevæsen at uddanne piloter til landfly for i stedet at koncentrere sig om søfly, hvorefter Glenten blev taget ud af tjeneste. 
Glenten er i dag udstillet på Danmarks Tekniske Museum i Helsingør. 